# Hamilton Hall (Massachusetts)
Die Hamilton Hall ist ein für gesellschaftliche Ereignisse genutztes Gebäude in Salem im Bundesstaat Massachusetts der Vereinigten Staaten. Es ist nach dem Gründervater Alexander Hamilton benannt und wurde 1970 als National Historic Landmark in das National Register of Historic Places eingetragen. Seit 1973 ist es zugleich Contributing Property zum Chestnut Street District.

## Beschreibung
Das von Samuel McIntire entworfene, dreistöckige Bauwerk wurde vollständig aus Mauerziegeln errichtet, die im Flämischen Verband gelegt sind. Die nach Westen ausgerichtete Vorderseite des Gebäudes wird durch den Haupteingang geprägt, der mit einem von vier hölzernen Säulen dorischer Ordnung gestützten Portikus überdacht ist. Im Inneren dominiert ein das zweite und dritte Stockwerk umfassender Ballsaal die rückwärtige (östliche) Hälfte des Gebäudes, der mit einem Schwingboden ausgestattet ist. Sechs hohe palladianische Fenster sorgen für ausreichend Tageslicht.